# أبريل ماتسون
أبريل ماتسون (بالإنجليزية: April Matson)‏ (13 مارس 1981 -) هي ممثلة أمريكية معروفة في دور لوري تريغر في مسلسل كايل إكس واي.

## روابط خارجية
- أبريل ماتسون على موقع IMDb (الإنجليزية)
- أبريل ماتسون على موقع ألو سيني (الفرنسية)
- أبريل ماتسون على موقع أول موفي (الإنجليزية)
- أبريل ماتسون على موقع إن إن دي بي (الإنجليزية)
- أبريل ماتسون على موقع قاعدة بيانات الفيلم (الإنجليزية)
- أبريل ماتسون على موقع كينوبويسك (الروسية)